# فتح أباد (فردوس)
فتح أباد (بالفارسية: فتح‌آباد) هي مستوطنة تقع في مقاطعة دهستان باغستان في إيران. يقدر عدد سكانها بـ 438 نسمة بحسب إحصاء سنة 2006.